# Цессарский, Альберт Вениаминович
Альберт Вениаминович Цессарский (1 января 1920, Одесса — 24 октября 2010, Москва) — советский писатель, заслуженный врач РСФСР.

## Биография
Альберт Цессарский родился 1 января 1920 года в Одессе. Еврей.
1937—1941 гг. — студент 2-го Московского медицинского института. В 1941 году в связи с началом Великой Отечественной войны досрочно выпущен из института, получив специальность «лечебное дело».
В июле 1941-го мобилизован. Участвовал в обороне Москвы.
В апреле 1942 года зачислен в Отдельную мотострелковую бригаду особого назначения (ОМСБОН), специально созданную для работы в тылу врага. В 1942—1944 гг. — начальник медицинской части действовавшего под Ровно партизанского отряда «Победители», под командованием Героя Советского Союза Дмитрия Николаевича Медведева. Лично оперировал Кузнецова Николая Ивановича (советского разведчика, Героя Советского Союза, ликвидировавшего в оккупированных Ровно и Львове высших немецких чиновников).
В 1944 году получил тяжёлое ранение, после которого был комиссован по инвалидности.
С 1945 по 1960 год — санитарный врач в районных СЭС города Москвы;
1961—1981 гг. — заведующий отделом гигиены труда СЭС Москвы.
Во время работы на ответственном посту проявил себя как хороший организатор, под умелым руководством которого трудилось 120 человек. Пользовался заслуженным авторитетом и уважением среди руководящего состава и специалистов отдела.
С 1985 года — на пенсии.
За 40 лет работы в санитарно-эпидемиологической службе города Москвы получил известность как высококвалифицированный специалист, внёсший значительный вклад в обеспечение санитарно-эпидемиологического благополучия населения города Москвы. Как врача-гигиениста, Альберта Вениаминовича отличала широта поставленных проблем перед практикующими специалистами и способы их исполнения. Обладая отличными ораторскими способностями, читал лекции, собирая многочисленную аудиторию как из студентов, так и из учёных-медиков, врачей разных специальностей.
Скончался Альберт Вениаминович Цессарский 24 октября 2010 года в Москве.

## Семья
Жена (1942) — Татьяна Петровна Триодина, родилась 12 февраля 1919 года. Дочь врача и композитора Петра Триодина.
Дочь — Наталия, родилась 19 декабря 1944 года, редактор-переводчик, секретарь-референт. Замужем за кандидатом психологических наук Игорем Тихоновичем Власенко.
Сын — Алексей, родился 5 августа 1956 года. Старший научный сотрудник института морфологии и экологии животных (ИМЭЖ) Российской академии наук (РАН).

## Литературная деятельность
Публиковаться А. В. Цессарский начал в 1952 году в периодических изданиях.
В 1954 году была опубликована и вскоре поставлена пьеса А. В. Цессарского «Воспитание чувств» («Иван Груздев»).
В 1956 году в издательстве «Советский писатель» вышла повесть «Записки партизанского врача».
С 1975 года член Союза писателей СССР, а впоследствии Российской Федерации.
Письма и записи А. В. Цессарского, сделанные им во время службы в партизанском отряде и лёгшие в основу его произведений, являются ценным источником информации о действиях советских партизан и Холокосте на оккупированных территориях Украины.

### Сочинения
Проза
- Воспитание чувств (Иван Груздев). М., 1954
- Записки партизанского врача: Повесть. М., 1956
- Чекист: Повесть. М., 1960
- О чём говорил мальчик: Рассказы. М., 1964
- Исповедь: Повесть. М., 1967
- Зяблик: Повесть. М., 1968
- Жизнь Дмитрия Медведева: Повесть. М., 1969
- Романтические истории: Рассказы. М., 1971
- Пробуждение: Повесть. М., 1972
- Разведчик. М., 1978
- Единство: Повести. М., 1979
- Засады: Повесть. М., 1979
- Операция «Мост»: Повесть. М., 1982 (Дедушкины медали. «Партизану Отечественной войны»)
- На пороге: Роман. М., 1986
- Испытание: Повесть об учителе и ученике. М., 1991
- Подвиг разведчика. М., 1995

## Награды и премии
- Два ордена Отечественной войны I степени
- Медаль «Партизану Отечественной войны» I степени
- Медаль «За оборону Москвы»
- Медаль «За победу над Германией в Великой Отечественной войне 1941—1945 гг.»
- Заслуженный врач РСФСР
- Лауреат премии газеты «Труд» (1967)
- Другие награды и премии.

Неоднократно награждался грамотами, получал благодарности от госсанэпидслужбы и министра здравоохранения РФ.